# Grupo de Organización Nacional de Guadalupe
El Grupo de Organización Nacional de Guadalupe (Groupe d'organisation nationale de la Guadeloupe en francés, acortado comúnmente como GONG) (en francés: Groupe d’Organisation Nationale de la Guadeloupe), fue un partido político de la isla de Guadalupe, creado en París el 23 de junio de 1963 por miembros de la Association Générale des Etudiants Guadeloupéens (Asociación General de Estudiantes Guadalupanos). Su objetivo era el de edificar en Guadalupe un estado soberano, formado por obreros y estudiantes negros, para denunciar la colaboración del Partido Comunista de Guadalupe con las autoridades locales.
Su líder Jacques Nestor murió durante unas manifestaciones en Pointe-à-Pitre ocurridas el 27 de mayo de 1967; tras una manifestación de obreros de la construcción, la policía disparó contra los manifestantes. Tras unos años de gran agitación, el grupo se calmó a finales de la década de 1960. En 1977, antiguos militantes del grupo fundaron un nuevo partido, Union Populaire pour la Liberation de Guadeloupe (UPLG), más activista.